# غطاء حي
عادة ما يشير الغطاء الحي إلى الغطاء النباتي في الجزء السفلي من الغابات، التي يمكن أن تعرقل المرور عبر الغابة. عادة ما يكون ارتفاع النمو أقل من 0.3 - 3 م (1 - 9 قدم). يمكن للغطاء الحي أن يشير أيضًا إلى كل الغطاء النباتي في الغابة التي لا تتواجد في المظلة .